# IAAF Grand Prix Final
IAAF Grand Prix Final var en årlig friidrottstävling som arrangerades av IAAF mellan åren 1985 och 2002. Tävlingen ersattes 2003 av IAAF World Athletics Final. 
Tävlingen avslutade friidrottsåret och varje år utsågs en vinnare man respektive kvinna som hade samlat ihop flest poäng under året. 

## Orter
- 1985 –  Italien - Rom
- 1986 –  Italien - Rom
- 1987 –  Belgien - Bryssel
- 1988 –  Västtyskland - Berlin
- 1989 –  Monaco - Monte Carlo
- 1990 –  Grekland - Aten
- 1991 –  Spanien - Barcelona
- 1992 –  Italien - Turin
- 1993 –  Storbritannien - London
- 1994 –  Frankrike - Paris
- 1995 –  Monaco - Monte Carlo
- 1996 –  Italien - Milano
- 1997 –  Japan - Fukuoka
- 1998 –  Ryssland - Moskva
- 1999 –  Tyskland - München
- 2000 –  Qatar - Doha
- 2001 –  Australien - Melbourne
- 2002 –  Frankrike - Paris

## Topp tre

### Damer
| År   | Etta                       | Poäng | Tvåa                             | Poäng | Trea                                | Poäng |
| ---- | -------------------------- | ----- | -------------------------------- | ----- | ----------------------------------- | ----- |
| 1985 | USA Mary Decker-Slaney     | 69    | Bulgarien Stefka Kostadinova     | 63    | USA Judi Brown-King                 | 63    |
| 1986 | Bulgarien Jordanka Donkova | 69    | Rumänien Maricica Puica          | 65    | Bulgarien Zvetanka Christova        | 63    |
| 1987 | Jamaica Merlene Ottey      | 63    | Rumänien Doina Melinte           | 63    | Bulgarien Stefka Kostadinova        | 61    |
| 1988 | Rumänien Paula Ivan        | 63    | Jamaica Grace Jackson            | 63    | Kuba Ana Fidelia Quirot             | 57    |
| 1989 | Rumänien Paula Ivan        | 67    | Sovjetunionen Galina Tjistjakova | 63    | USA Sandra Farmer-Patrick           | 63    |
| 1990 | Jamaica Merlene Ottey      | 63    | Östtyskland Heike Drechsler      | 63    | Östtyskland Petra Felke             | 63    |
| 1991 | Tyskland Heike Henkel      | 63    | Jamaica Merlene Ottey            | 63    | Sovjetunionen Natalja Artjomova     | 63    |
| 1992 | Tyskland Heike Drechsler   | 63    | Jamaica Merlene Ottey            | 61    | Norge Trine Hattestad               | 59    |
| 1993 | USA Sandra Farmer-Patrick  | 72    | Irland Sonia O'Sullivan          | 72    | Bulgarien Stefka Kostadinova        | 72    |
| 1994 | USA Jackie Joyner-Kersee   | 72    | Bulgarien Svetla Dimitrova       | 72    | Irland Sonia O'Sullivan             | 72    |
| 1995 | Moçambique Maria Mutola    | 78    | Ryssland Anna Birjukova          | 72    | USA Gwen Torrence                   | 72    |
| 1996 | Sverige Ludmila Engqvist   | 93    | Jamaica Merlene Ottey            | 90    | Jamaica Michelle Freeman            | 85    |
| 1997 | Tyskland Astrid Kumbernuss | 99    | Jamaica Deon Hemmings            | 93    | USA Kim Batten                      | 91    |
| 1998 | USA Marion Jones           | 130   | Ryssland Svetlana Masterkova     | 107   | Nigeria Falilat Ogunkoya            | 101   |
| 1999 | Rumänien Gabriela Szabo    | 108   | Moçambique Maria Mutola          | 108   | Jamaica Deon Hemmings               | 104   |
| 2000 | Norge Trine Hattestad      | 110   | USA Marion Jones                 | 104   | USA Gail Devers                     | 104   |
| 2001 | Rumänien Violeta Szekely   | 116   | Moçambique Maria Mutola          | 105   | Ukraina Tetiana Teresjtjuk-Antipova | 96    |
| 2002 | USA Marion Jones           | 116   | USA Gail Devers                  | 111   | Mexiko Ana Guevara                  | 108   |

### Herrar
| År   | Etta                        | Poäng | Tvåa                                  | Poäng | Trea                         | Poäng |
| ---- | --------------------------- | ----- | ------------------------------------- | ----- | ---------------------------- | ----- |
| 1985 | USA Doug Padilla            | 63    | USA Mike Franks                       | 60    | Sovjetunionen Sergej Bubka   | 59    |
| 1986 | Marocko Saïd Aouita         | 63    | USA Andre Phillips                    | 61    | USA Steve Scott              | 61    |
| 1987 | USA Tonie Campbell          | 63    | USA Greg Foster                       | 47,86 | Sovjetunionen Sergej Bubka   | 58    |
| 1988 | Marocko Saïd Aouita         | 63    | USA Mike Conley                       | 61    | USA Danny Harris             | 59    |
| 1989 | Marocko Saïd Aouita         | 69    | USA Roger Kingdom                     | 63    | Storbritannien Steve Backley | 63    |
| 1990 | USA Leroy Burrell           | 63    | Algeriet Noureddine Morceli           | 61    | USA Danny Harris             | 59    |
| 1991 | Sovjetunionen Sergej Bubka  | 69    | Tjeckoslovakien Jan Železný           | 63    | USA Michael Johnson          | 63    |
| 1992 | USA Kevin Young             | 63    | Schweiz Werner Günthör                | 63    | OSS Igor Astapkovitj         | 59    |
| 1993 | Ukraina Sergej Bubka        | 72    | Tjeckien Jan Železný                  | 72    | Storbritannien Colin Jackson | 72    |
| 1994 | Algeriet Noureddine Morceli | 78    | Zambia Samuel Matete                  | 72    | USA Mike Conley              | 72    |
| 1995 | Kenya Moses Kiptanui        | 84    | Tjeckien Jan Železný                  | 72    | USA Mark Crear               | 72    |
| 1996 | Kenya Daniel Komen          | 103   | Storbritannien Jonathan Edwards       | 99    | USA Dennis Mitchell          | 95    |
| 1997 | Danmark Wilson Kipketer     | 114   | Tyskland Lars Riedel                  | 99    | USA Mark Crear               | 95    |
| 1998 | Marocko Hicham El Guerrouj  | 136   | Etiopien Haile Gebrselassie           | 114   | USA Bryan Bronson            | 97    |
| 1999 | Kenya Bernard Barmasai      | 111   | Grekland Kostas Gatsioudis            | 109   | Danmark Wilson Kipketer      | 108   |
| 2000 | USA Angelo Taylor           | 101   | Ukraina Jurij Bilonog                 | 94    | USA Adam Nelson              | 93    |
| 2001 | Schweiz André Bucher        | 102   | USA Allen Johnson                     | 101   | Marocko Hicham El Guerrouj   | 100   |
| 2002 | Marocko Hicham El Guerrouj  | 116   | Dominikanska republiken Félix Sánchez | 116   | Sverige Christian Olsson     | 102   |